# Wieszczyczyn (przystanek kolejowy)
Wieszczyczyn – nieczynny kolejowy przystanek osobowy we wsi Wieszczyczyn, w województwie wielkopolskim, w Polsce. Znajduje się tu 1 peron.